# Doryopteris varians
Doryopteris varians är en kantbräkenväxtart som först beskrevs av Giuseppe Raddi, och fick sitt nu gällande namn av John Smith. Doryopteris varians ingår i släktet Doryopteris och familjen Pteridaceae. Inga underarter finns listade.